# Silver Lake (Kansas)
Silver Lake é uma cidade localizada no estado americano de Kansas, no Condado de Shawnee.

## Demografia
Segundo o censo americano de 2000, a sua população era de 1358 habitantes.
Em 2006, foi estimada uma população de 1358, um aumento de 0 (0.0%).

## Geografia
De acordo com o United States Census Bureau tem uma área de
1,4 km², dos quais 1,4 km² cobertos por terra e 0,0 km² cobertos por água. Silver Lake localiza-se a aproximadamente 274 m acima do nível do mar.

## Localidades na vizinhança
O diagrama seguinte representa as localidades num raio de 20 km ao redor de Silver Lake.